# Mundo do Crime
O Mundo do Crime (Murderworld) é a base de operações do vilão Arcade, das histórias em quadrinhos produzidas pela Marvel Comics.
Construído pelo milionário e insano Arcade, o Mundo do Crime é uma imensa base secreta que simula um cenário de video-game em tamanho real. Era usado por Arcade para assassinar as pessoas que tinham a morte contratada ou simplesmente para eliminar seus inimigos. Através de uma base central de operações, Arcade monitorava e controlava todos os cenários de sua base, se divertindo em colocar suas vítimas frente à obstáculos e desafios que, se não fossem ultrapassados, resultavam em morte.
Os primeiros a sobreviver ao Mundo do Crime foram os X-Men, que se tornaram os principais inimigos de Arcade. Após sua morte, o enorme complexo serviu de base para a X-Force, até ser destruído em "X-Men Gênesis".